# 欢乐时空
欢乐时空，全称欢乐时空文化传播有限公司，是一家与韩国合作成立的游戏公司，于2005年创立，于2008年关闭。

## 历史
2006年，欢乐时空与韩国游戏公司NDOORS签约，代理NDOORS开发的网络游戏《欢乐君主Online》。
2008年，欢乐时空已拖欠员工接近两个月的薪水。由于拖欠物业公司的款项，此公司办公地点已被关闭。韩国籍老板离开中国时，将其在五道口租住的一套复式楼房中所有物品洗劫一空，全部装箱搬回韩国，公司只好给予房东巨额赔偿。

## 旗下游戏
- 《欢乐君主Online》